# Karl von Moll

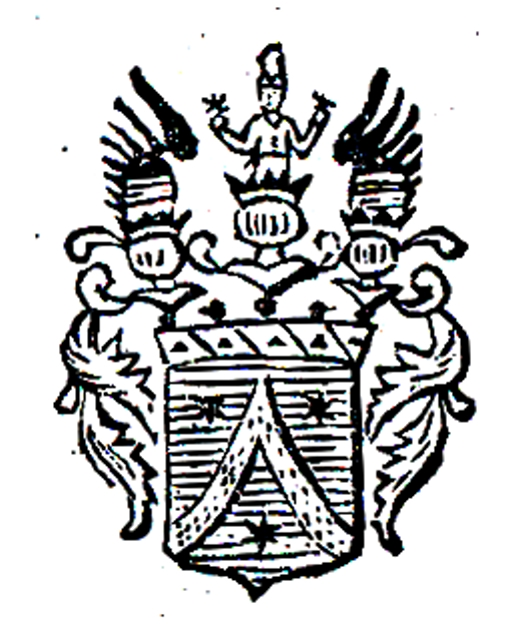
Stemma famiglia de Moll.

Karl von Moll (Thalgau, 21 dicembre 1760 – Augusta (Germania), 1º febbraio 1838) è stato un naturalista e politico austriaco.

## Biografia
Karl von Moll è stato funzionario statale presso l'erario di Salisburgo poi si è trasferito prima a Monaco quindi ad Augusta. In Germania si è dedicato allo studio della storia naturale. È stato membro dell'Accademia bavarese delle scienze.
La sua biblioteca consisteva in 80.000 volumi, e tra questi molti erano rare edizioni scientifiche, inoltre aveva raccolto una collezione di esemplari zoologici, un importante erbario e una collezione di minerali (parte di questa fu acquistata dal British Museum.